# الضبر (ريمة)
الضبر هي إحدى قرى مديرية السلفية بمحافظة ريمة اليمنية، بلغ تعداد سكانها 1009 نسمة حسب الإحصاء الذي جرى عام 2004.